# Carrie Preston

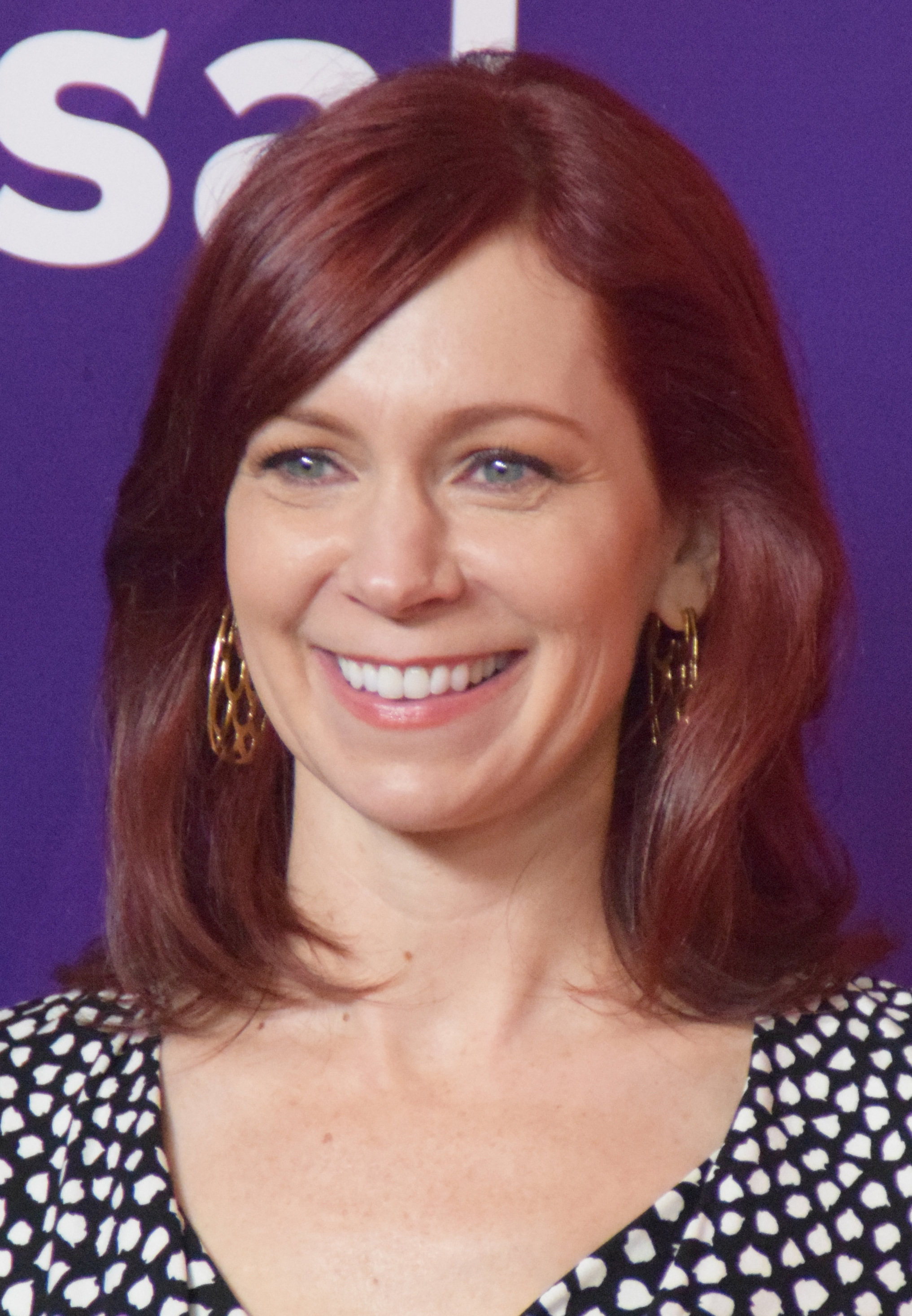
Carrie Preston (2016)

Carrie Preston (* 21. Juni 1967 in Macon, Georgia) ist eine US-amerikanische Schauspielerin und Filmregisseurin.

## Leben und Leistungen
Preston wurde 1967 in Macon als Tochter eines Ingenieurs und einer Künstlerin geboren. Sie schloss ein Kunststudium an der University of Evansville und ein Studium an der Juilliard School ab. Sie debütierte im Filmdrama Just a Friend aus dem Jahr 1985, wonach sie erst elf Jahre später im Fernsehfilm Cutty Whitman spielte. Seit 1995 tritt sie außerdem in Theaterstücken auf.
In der Komödie Die Hochzeit meines besten Freundes (1997) spielte Preston an der Seite von Julia Roberts, Dermot Mulroney und Cameron Diaz; eine größere Rolle übernahm sie auch neben Sarah Polley, Stephen Rea und Gina Gershon im Filmdrama Das Mädchen und der Fotograf (1999). Im Filmdrama Woman Wanted (2000), das auf zwei Festivals der Independentfilme ausgezeichnet wurde, trat sie in einer größeren Rolle neben Holly Hunter, Kiefer Sutherland und Michael Moriarty auf. Bei der Komödie 29th and Gay (2005) wirkte sie als Regisseurin, Executive Producerin und Filmeditorin. Erneut führte sie Regie beim Kurzfilm Feet of Clay (2007), bei dem sie auch als Executive Producerin tätig war.
Preston spielte zweimal die Filmschwester von Felicity Huffman; einmal in Desperate Housewives, als Lucy Lindquist und das zweite Mal in Transamerica als Sidney. Preston ist seit 1998 mit dem Schauspieler Michael Emerson verheiratet. In der Fernsehserie Lost hatte sie einen Gastauftritt als Mutter von Benjamin Linus, der von Emerson gespielt wird. Weitere gemeinsame Auftritte haben beide in der Fernsehserie Person of Interest, dort spielt Preston die Verlobte des von Emerson verkörperten Harold Finch. Von 2008 bis 2014 verkörperte sie in der HBO-Serie True Blood die Kellnerin Arlene Fowler Bellefleur. 
Von 2010 bis 2016 war Preston regelmäßig in der Serie Good Wife als exzentrische Anwältin Elsbeth Tascioni zu sehen, wofür sie 2013 den Emmy als beste Gastdarstellerin in einer Dramaserie gewann. Ab 2017 spielte sie erneut die wiederkehrende Nebenrolle der Elsbeth Tascioni im Good-Wife-Spin-off The Good Fight. Seit 2024 spielt sie diese Rolle in einer eigenen Serie mit dem Titel Elsbeth.

## Filmografie (Auswahl)

### Als Schauspielerin
- 1985: Just a Friend
- 1996: Cutty Whitman
- 1997: Norville and Trudy
- 1997: Die Hochzeit meines besten Freundes (My Best Friend’s Wedding)
- 1997: Zum Teufel mit den Millionen (For Richer or Poorer)
- 1998: Das Mercury Puzzle (Mercury Rising)
- 1999: Sex and the City (Fernsehserie, 1 Folge)
- 1999: Das Mädchen und der Fotograf (Guinevere)
- 1999: Das schwankende Schiff (Cradle Will Rock)
- 2000: Woman Wanted
- 2003–2004, 2006: Criminal Intent – Verbrechen im Visier (Law & Order: Criminal Intent, Fernsehserie, 3 Folgen)
- 2004: Die Frauen von Stepford (The Stepford Wives)
- 2005: Transamerica
- 2006: Arrested Development (Fernsehserie, Folge 3x10)
- 2007: Lost (Fernsehserie, Folge 3x20)
- 2007: Lovely by Surprise
- 2007: Unverblümt – Nichts ist privat (Towelhead)
- 2007: Desperate Housewives (Fernsehserie, Folge 4x07)
- 2008: Ready? OK!
- 2008: Vicky Cristina Barcelona
- 2008–2014: True Blood (Fernsehserie, 75 Folgen)
- 2009: Private Practice (Fernsehserie, Folge 2x20)
- 2009: Duplicity – Gemeinsame Geheimsache (Duplicity)
- 2010–2014, 2016: Good Wife (Fernsehserie, 14 Folgen)
- 2012: Royal Pains (Fernsehserie, Folge 4x12)
- 2012–2014, 2016: Person of Interest (Fernsehserie, 8 Folgen)
- 2014: The Following (Fernsehserie, 3 Folgen)
- 2014: Getting On – Fiese alte Knochen (Getting On, Fernsehserie, Folge 2x04)
- 2015: Happyish (Fernsehserie, 10 Folgen)
- 2016: Crowded (Fernsehserie, 13 Folgen)
- 2016: Grace and Frankie (Fernsehserie, Folge 2x09)
- 2017: To the Bone
- 2017: And Then I Go
- 2017: When We Rise (Fernsehserie, 3 Folgen)
- 2017: The Dating Game Killer (Fernsehfilm)
- 2017–2018: The Good Fight (Fernsehserie, 4 Folgen)
- 2017–2022: Claws (Fernsehserie, 40 Folgen)
- 2018: 30 Miles from Nowhere
- 2020: One of these days
- 2021: Dr. Death (Fernsehserie, 2 Folgen)
- 2022: Zum Mars oder zu Dir? (Space Oddity)
- 2022: They/Them
- 2023: The Holdovers
- seit 2024: Elsbeth (Fernsehserie)

### Als Regisseurin
- 2005: 29th and Gay
- 2007: Feet of Clay (Kurzfilm)

## Auszeichnungen und Nominierungen
Emmy
- 2013: Auszeichnung als Beste Gastdarstellerin in einer Dramaserie für Good Wife
- 2016: Nominierung als Beste Gastdarstellerin in einer Dramaserie für Good Wife

Screen Actors Guild Award
- 2010: Nominierung als Bestes Schauspielensemble in einer Dramaserie für True Blood

Critics’ Choice Television Award
- 2012: Nominierung als Beste Gastdarstellerin in einer Dramaserie für Good Wife
- 2013: Nominierung als Beste Gastdarstellerin in einer Dramaserie für Good Wife
- 2014: Nominierung als Beste Gastdarstellerin in einer Dramaserie für Good Wife